# ریناتو دیرنی فلورنسیو
ریناتو دیرنی فلورنسیو (به پرتغالی: Rodrigo Pereira Possebon) هافبک اهل برزیل است که در شهر Sapucaia do Sul و در تاریخ ۱۳ فوریهٔ ۱۹۸۹ به دنیا آمده‌است.
ریناتو دیرنی فلورنسیو در تیم‌های فوتبال منچستر یونایتد ،براگا،سانتوس،باشگاه فوتبال ویچنزا، Criciúma و Mirassol سابقهٔ حضور دارد. این بازیکن همچنین در سال، 2009 1 بار برای، Italy U20 به میدان رفته‌است 